# Oeganda op de Olympische Zomerspelen 1996
Oeganda nam deel aan Olympische Zomerspelen 1996 in Atlanta, Verenigde Staten. Het was de tiende deelname van het land aan de Olympische Zomerspelen.
De tien deelnemers, zeven mannen en drie vrouwen, kwamen in actie op negen onderdelen in vier olympische sporten; atletiek, boksen, gewichtheffen en tafeltennis. De tafeltennisster Mary Musoke was de tweede vrouw die voor de tweede keer deelnam. De atleet Francis Ogola en de gewichtheffer Ali Kavuma (eerste deelname in 1988) namen deze editie ook voor de tweede keer deel.
De totale Oegandese medailleoogst werd op deze editie met een medaille uitgebreid tot zes (1-3-2). De atleet Davis Kamoga veroverde de bronzen medaille op de 400 meter.

## Medailleoverzicht

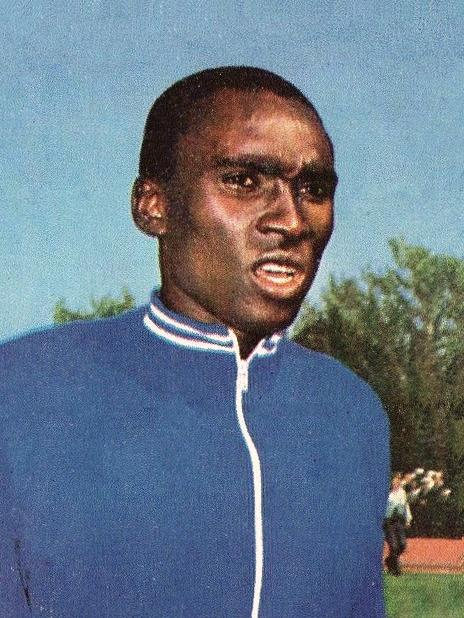
John Akii-Bua

| Sport    | Olympiër     | Onderdeel | Medaille |
| -------- | ------------ | --------- | -------- |
| Atletiek | Davis Kamoga | 400m (m)  | Brons    |

## Deelnemers & resultaten
(m) = mannen, (v) = vrouwen 

### Atletiek
| Olympiër      | Onderdeel | Resultaat | Prestatie                                                                                           |
| ------------- | --------- | --------- | --------------------------------------------------------------------------------------------------- |
| Davis Kamoga  | 400m (m)  | Brons     | serie 8: 3de in 45,56 kwartfinale 3: 3de in 44,82 halve finale 2: 3de in 44,85 finale: 3de in 44,53 |
| Francis Ogolo | 400m (m)  | DNF       | serie 5: niet gefinisht                                                                             |
| Julius Achon  | 1500m (m) | 38e       | serie 2: 6de in 3.43,08                                                                             |
|               |           |           | |
| Grace Birungi | 400m (v)  | 36e       | serie 1: 6de in 53,12                                                                               |

### Boksen
| Olympiër       | Onderdeel | Resultaat | Prestatie                                         |
| -------------- | --------- | --------- | ------------------------------------------------- |
| Franco Agentho | -60kg (m) | 17e       | 1ste ronde: V van ARG Nieva: 8-12                 |
| Charles Kizza  | -91kg (m) | 9e        | 1ste ronde: vrij 2de ronde: V van CHN Jiang: 7-10 |

### Gewichtheffen
| Olympiër   | Onderdeel  | Resultaat | Prestatie                                                     |
| ---------- | ---------- | --------- | ------------------------------------------------------------- |
| Ali Kavuma | -108kg (m) | 19e       | trekken: 21ste met 110kg stoten: 19de met 150kg totaal: 260kg |

### Tafeltennis
| Olympiër                  | Onderdeel      | Resultaat | Prestatie                                                                                 |
| ------------------------- | -------------- | --------- | ----------------------------------------------------------------------------------------- |
| Paul Mutambuze            | enkelspel (m)  | 49e       | groep B: 4de V van CHN Wang: 0-2 V van GRE Tsiokas: 0-2 V van NED Heister: 0-2            |
|                           |                |           |                                                                                           |
| June Kyakobye             | enkelspel (v)  | 49e       | groep A: 4de V van CHN Deng: 0-2 V van SWE Svensson: 0-2 V van GBR Lomas: 0-2             |
| Mary Musoke               | enkelspel (v)  | 49e       | groep B: 4de V van CHN Qiao: 0-2 V van JPN Sato: 0-2 V van FRA Wang-Dréchou: 0-2          |
| June Kyakobye Mary Musoke | dubbelspel (v) | 25e       | groep D: 4de V van KOR Park/Ryu: 0-2 V van TPE Bai/Xu: 0-2 V van ROU; Ciosu/Cojocaru: 0-2 |

Afghanistan · Albanië · Algerije · Amerikaanse Maagdeneilanden · Amerikaans-Samoa · Andorra · Angola · Antigua‑Barbuda · Argentinië · Armenië · Aruba · Australië · Azerbeidzjan · Bahama's · Bahrein · Bangladesh · Barbados · België · Belize · Benin · Bermuda · Bhutan · Bolivia · Bosnië en Herzegovina · Botswana · Brazilië · Britse Maagdeneilanden · Brunei · Bulgarije · Burkina Faso · Burundi · Cambodja · Canada · Centraal-Afrikaanse Republiek · Chili · China · Chinees Taipei · Colombia · Comoren · Congo-Brazzaville · Cookeilanden · Costa Rica · Cuba · Cyprus · Denemarken · Djibouti · Dominica · Dominicaanse Republiek · Duitsland · Ecuador · Egypte · El Salvador · Equatoriaal-Guinea · Estland · Ethiopië · Fiji · Filipijnen · Finland · Frankrijk · Gabon · Gambia · Georgië · Ghana · Grenada · Griekenland · Groot-Brittannië · Guam · Guatemala · Guinee · Guinee-Bissau · Guyana · Haïti · Honduras · Hongarije · Hongkong · Ierland · IJsland · India · Indonesië · Irak · Iran · Israël · Italië · Ivoorkust · Jamaica · Japan · Jemen · Joegoslavië · Jordanië · Kaaimaneilanden · Kaapverdië · Kameroen · Kazachstan · Kenia · Kirgizië · Koeweit · Kroatië · Laos · Lesotho · Letland · Libanon · Liberia · Libië · Liechtenstein · Litouwen · Luxemburg ·  Macedonië · Madagaskar · Malawi · Malediven · Maleisië · Mali · Malta · Marokko · Mauritanië · Mauritius · Mexico · Moldavië · Monaco · Mongolië · Mozambique · Myanmar · Namibië · Nauru · Nederland · Nederlandse Antillen · Nepal · Nicaragua · Nieuw-Zeeland · Niger · Nigeria · Noord-Korea · Noorwegen · Oeganda · Oekraïne · Oezbekistan · Oman · Oostenrijk · Pakistan · Palestina · Panama · Papoea-Nieuw-Guinea · Paraguay · Peru · Polen · Portugal · Puerto Rico · Qatar · Roemenië · Rusland · Rwanda · Saint Kitts en Nevis · Saint Lucia · Saint Vincent en Grenadines · Salomonseilanden · Samoa · San Marino · Sao Tomé en Principe · Saoedi-Arabië · Senegal · Seychellen · Sierra Leone · Singapore · Slovenië · Slowakije · Soedan · Somalië · Spanje · Sri Lanka · Suriname · Swaziland · Syrië · Tadzjikistan · Tanzania · Thailand · Togo · Tonga · Trinidad en Tobago · Tsjaad · Tsjechië · Tunesië · Turkije · Turkmenistan · Uruguay · Vanuatu · Venezuela · Verenigde Arabische Emiraten · Verenigde Staten · Vietnam · Wit-Rusland · Zaïre · Zambia · Zimbabwe · Zuid-Afrika · Zuid-Korea · Zweden · Zwitserland